# 嘉味田隼
嘉味田 隼（かみた じゅん、1992年1月17日 - ）は、和歌山県出身の元サッカー選手、サッカー指導者。現役時代のポジションはゴールキーパー（GK）。

## 来歴
ヴィッセル神戸ユース時代には2009 FIFA U-17ワールドカップに正ゴールキーパーとして出場。2010年にトップチームに昇格し、2012年には公式戦初出場も果たした。
2013年ガイナーレ鳥取に期限付き移籍をするも、家庭の事情でチームを離れ、同年を最後に退団していたが2015年に地元のアルテリーヴォ和歌山に入団。
2018年12月1日、引退及びアルテリーヴォ和歌山ジュニアユースのGKコーチ就任が発表された。

## 所属クラブ
ユース経歴
- 1998年 - 2003年 木ノ本JSC
- 2004年 - 2006年 和歌山VIVO
- 2007年 - 2009年 ヴィッセル神戸ユース (神戸学院大学附属高等学校)

シニア経歴
- 2010年 - 2013年  ヴィッセル神戸
  - 2013年  ガイナーレ鳥取 (期限付き移籍)
- 2015年 - 2018年  アルテリーヴォ和歌山

## 指導歴
- 2018年12月 - アルテリーヴォ和歌山ジュニアユースGKコーチ

## 個人成績
| 国内大会個人成績 | 国内大会個人成績 | 国内大会個人成績 | 国内大会個人成績 | 国内大会個人成績 | 国内大会個人成績 | 国内大会個人成績 | 国内大会個人成績 | 国内大会個人成績 | 国内大会個人成績 | 国内大会個人成績 | 国内大会個人成績 |
| 年度             | クラブ           | 背番号           | リーグ           | リーグ戦         | リーグ戦         | リーグ杯         | リーグ杯         | オープン杯       | オープン杯       | 期間通算         | 期間通算         |
| 年度             | クラブ           | 背番号           | リーグ           | 出場             | 得点             | 出場             | 得点             | 出場             | 得点             | 出場             | 得点             |
| 日本             | 日本             | 日本             | 日本             | リーグ戦         | リーグ戦         | リーグ杯         | リーグ杯         | 天皇杯           | 天皇杯           | 期間通算         | 期間通算         |
| ---------------- | ---------------- | ---------------- | ---------------- | ---------------- | ---------------- | ---------------- | ---------------- | ---------------- | ---------------- | ---------------- | ---------------- |
| 2010             | 神戸             | 28               | J1               | 0                | 0                | 0                | 0                | 0                | 0                | 0                | 0                |
| 2011             | 神戸             | 28               | J1               | 0                | 0                | 0                | 0                | 0                | 0                | 0                | 0                |
| 2012             | 神戸             | 28               | J1               | 3                | 0                | 2                | 0                | 0                | 0                | 5                | 0                |
| 2013             | 鳥取             | 1                | J2               | 0                | 0                | -                | -                | 0                | 0                | 0                | 0                |
| 2015             | 和歌山           | 1                | 関西1部          | 1                | 0                | -                | -                | 0                | 0                | 1                | 0                |
| 2016             | 和歌山           | 31               | 関西1部          | 5                | 0                | -                | -                | 1                | 0                | 6                | 0                |
| 2017             | 和歌山           | 31               | 関西1部          | 6                | 0                | -                | -                | 1                | 0                | 7                | 0                |
| 2018             | 和歌山           | 31               | 関西1部          | 1                | 0                | -                | -                | 0                | 0                | 1                | 0                |
| 通算             | 日本             | 日本             | J1               | 3                | 0                | 2                | 0                | 0                | 0                | 5                | 0                |
| 通算             | 日本             | 日本             | J2               | 0                | 0                | -                | -                | 0                | 0                | 0                | 0                |
| 通算             | 日本             | 日本             | 関西1部          | 13               | 0                | -                | -                | 2                | 0                | 15               | 0                |
| 総通算           | 総通算           | 総通算           | 総通算           | 16               | 0                | 2                | 0                | 2                | 0                | 20               | 0                |

- 公式戦初出場 - 2012年5月16日 - ナビスコカップ第4節・清水エスパルス戦 (ホームズスタジアム神戸)
- Jリーグ初出場 - 2012年10月27日 - J1第30節・川崎フロンターレ戦 (ホームズスタジアム神戸)

2015年
- 和歌山県サッカー選手権大会 1試合0得点
- 第51回全国社会人サッカー選手権大会 2試合0得点
- 第39回全国地域サッカーリーグ決勝大会 2試合0得点

2016年
- 第52回全国社会人サッカー選手権関西大会 1試合0得点

2017年
- 和歌山県サッカー選手権大会 2試合0得点
- 第53回全国社会人サッカー選手権関西大会 2試合0得点

2018年
- 和歌山県サッカー選手権大会 1試合0得点

## 代表歴
- 関西トレセン (2005年)
- U-15日本代表 (2007年)
- U-16日本代表 (2008年)
- U-17日本代表 (2009年) - 2009 FIFA U-17ワールドカップ
- 2016年 - 2017年 国民体育大会和歌山県代表